# Thomas Penn

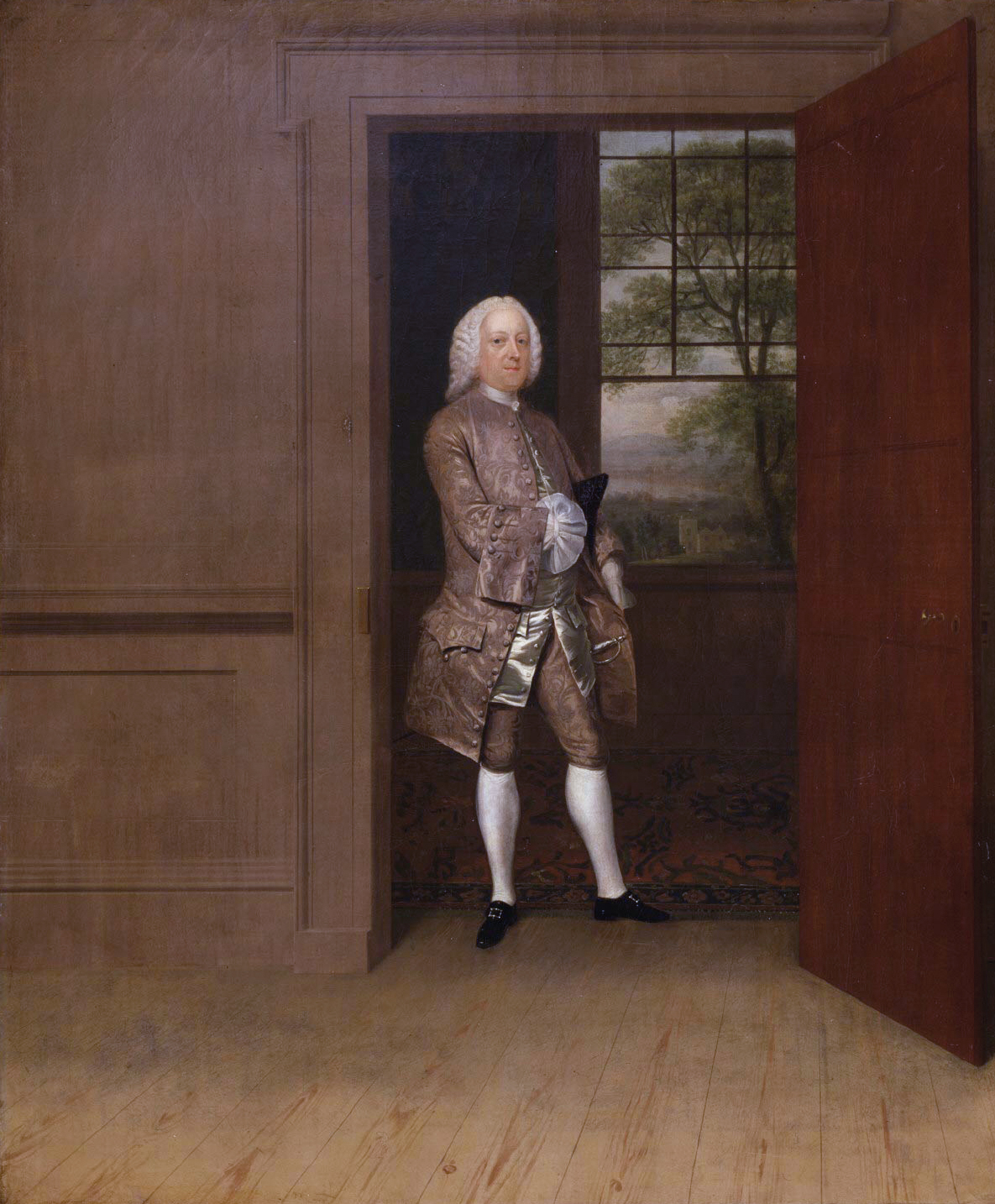
Thomas Penn

Thomas Penn (* März 1702 in Kensington; † 21. März 1775 in Buckinghamshire) war ein englischer Großgrundbesitzer.

## Leben
Thomas Penn war der zweite Sohn des Gründers von Pennsylvania, William Penn, und dessen zweiter Frau, Hannah Callowhill. Die Entscheidung seines Vaters, sein Vermögen und die Kolonie Pennsylvania allein seiner zweiten Frau und ihren gemeinsamen Kindern zu vermachen, wurde von den Kindern aus der ersten Ehe zunächst angefochten. 1727 wurde das Testament allerdings von einem Gericht bestätigt.
Penn war der Inhaber des größten Anteils an Pennsylvania. Zu seinen Aufgaben gehörte es, die Pachten zu kontrollieren und neue Ländereien zu erschließen. So war er am Walking Purchase beteiligt, bei dem der Indianerstamm der Lenni Lenape auf illegitime Art und Weise fast vollständig enteignet wurde. Er wohnte in England und besuchte die Neue Welt nur wenige Male, weshalb die meisten Aufgaben von einem Gouverneur übernommen wurden. Penn selbst war in der Kolonie eher unbeliebt; ihm wurde Habgier zugeschrieben.
1751 heiratete er Juliana Fermor, die Tochter des Earl of Pomfret. Gemeinsam hatten sie sieben Kinder, darunter John Penn und Granville Penn. Thomas Penn verstarb 1775 auf dem Familienanwesen in Buckinghamshire. Seine Besitztümer erbte John, der sie im Zuge des Amerikanischen Unabhängigkeitskrieges bereits 1779 wieder verlor.